# Scout (Schulranzen)

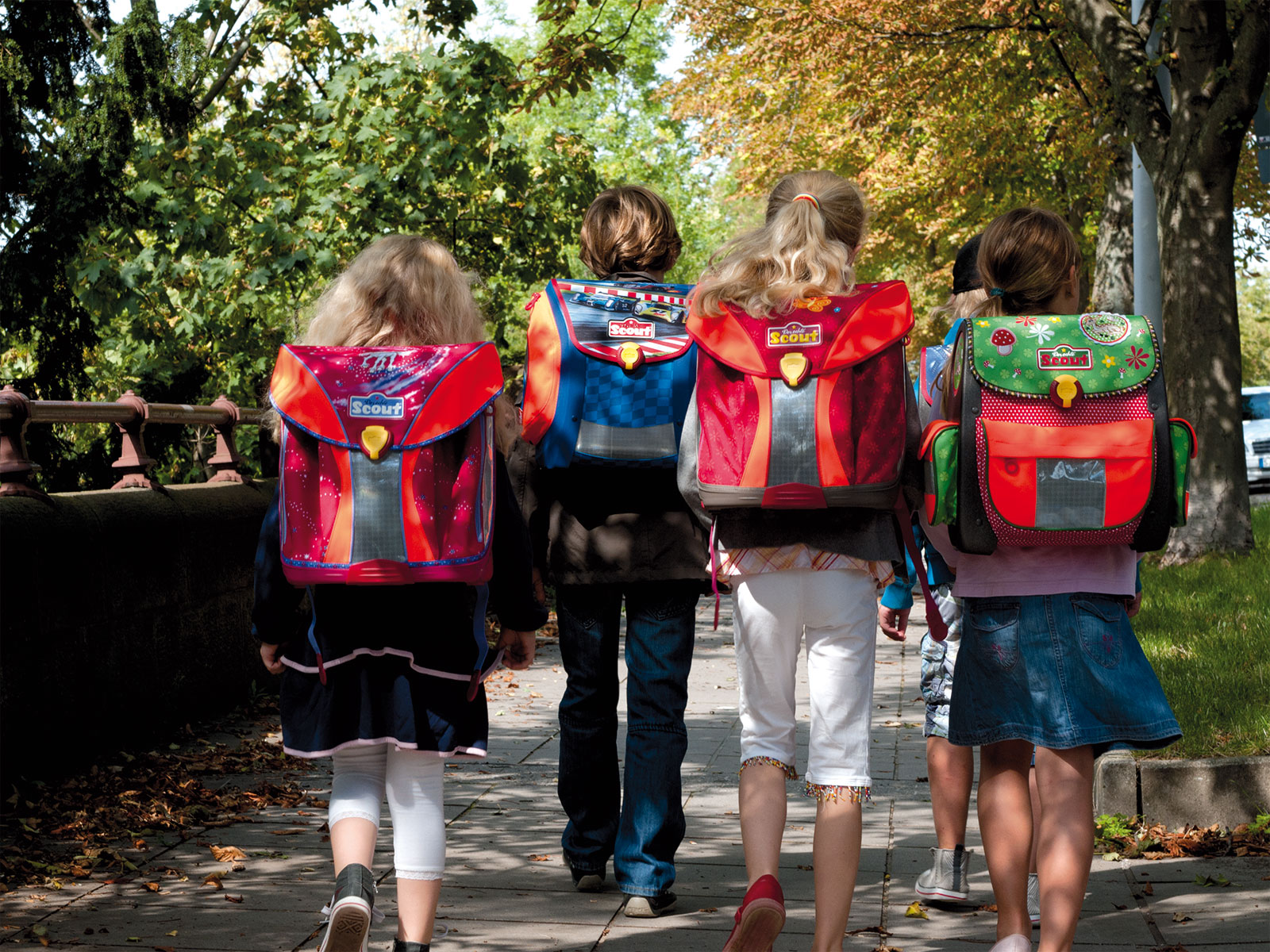
Schulranzen von Scout

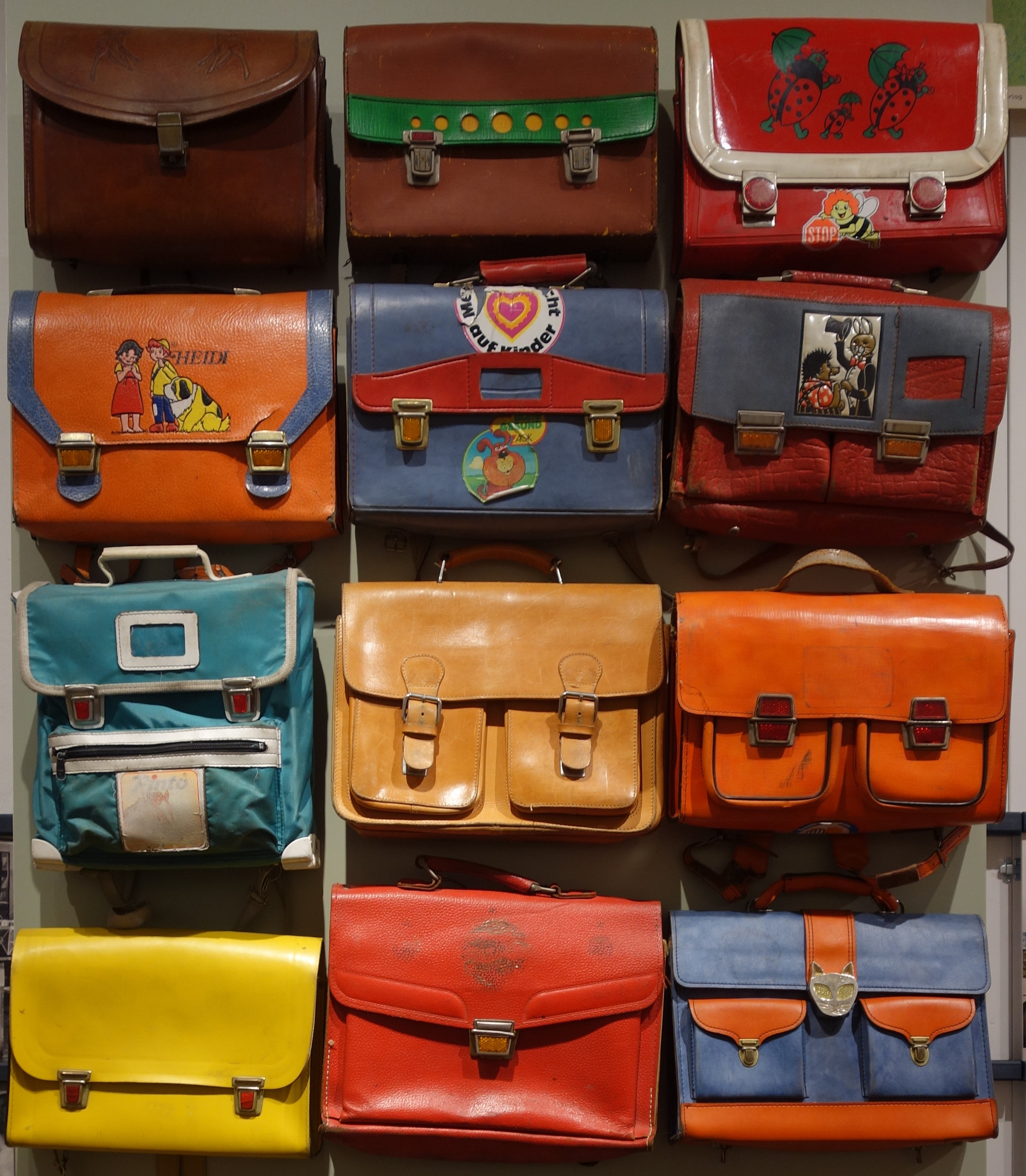
Sammlung von Scout-Schulranzen im Schulmuseum Bergisch Gladbach – Sammlung Cüppers

Scout ist eine geschützte Marke der Simba-Dickie-Group in Fürth, die ursprünglich der Firma Alfred Sternjakob GmbH & Co. KG gehörte. Unter der Marke Scout wurden bis heute über zehn Millionen Schulranzen hergestellt.

## Geschichte
Der Scout wurde 1975 eingeführt. Er geht auf eine Erfindung des Österreichers Georg Essl III. zurück. Er unterschied sich von den damals verbreiteten Lederschulranzen vor allem durch das geringere Eigengewicht durch den Einsatz von Textilgewebe und durch die Verwendung von fluoreszierendem orangefarbenem Gewebe und Schlössern mit „Katzenaugen“, wodurch die Schüler im morgendlichen Straßenverkehr besser sichtbar und weniger unfallgefährdet waren.
Schon in den 1980er-Jahren gab es unter Schulkindern ein klares Markenbewusstsein für „ihre“ jeweiligen Schulranzen-Favoriten.
1990 wurde das Unternehmen Alfred Sternjakob von der Steinmann-Gruppe in Nürnberg übernommen. 2017 gab diese die deutsche Produktion in Frankenthal auf. Die Produktentwicklung findet weiterhin im Inland statt. Im Januar 2024 wurde die Marke, zusammen mit den Marken DerDieDas und 4You durch die Simba-Dickie-Group übernommen.

## Stiftung Warentest
Die Modelle der Scout-Kollektion werden immer wieder von der Stiftung Warentest getestet. Ergebnisse des Schulranzen-Tests von Heft 3/2013:
- Scout Buddy Basic: Gesamtnote Gut (2,3)
- Scout Nano Basic: Gesamtnote Gut (2,4)
- Scout Mega Basic: Gesamtnote Gut (2,4)
- Scout Buddy Style-Set: Gesamtnote Mangelhaft (5,5)
- Scout Mega Style-Set: Gesamtnote Mangelhaft (5,5)
- Scout Nano Style-Set: Gesamtnote Mangelhaft (5,5)

Bei den mangelhaften Modellen kritisierte die Stiftung Warentest die mangelnde Sicherheit, da bei diesen Modellen auf fluoreszierende Leuchtflächen verzichtet wurde. Im Test waren insgesamt 18 Schulranzen.

## Kollektionen
Der Hersteller bietet unter dem Markennamen Scout mehrere Kollektionen an.
Bei der Schulranzenserie Scout „Non-DIN“ wurde aus optischen Gründen auf fluoreszierend orangefarbene Warnflächen und damit auf die sicherheitsrelevanten Vorgaben der DIN 58124 verzichtet.
Zu allen Designs und Serien sind passende Schulbedarfsartikel wie Sporttaschen und Portemonnaies erhältlich. Die Herstellung von Scout-Kinderuhren findet durch einen Lizenznehmer statt.

## Kampagne
Zum Schulanfang 2021 startete Scout zusammen mit Ströer eine bundesweite Kampagne zum Thema „Sicherheit auf dem Schulweg“ und wollte damit das Bewusstsein und die Sicherheit für Kinder auf ihrem Weg in die Schule erhöhen. Die Out-of-Home-Kampagne warb mit der Lichtreflexion der Scout-Schulranzen, die für Schulkinder im Straßenverkehr einen klaren Sicherheitsvorteil darstellten.

## Rechtsstreit
2009 versuchte der Hersteller erfolglos, einem Berliner Händler den günstigen gewerblichen Vertrieb von Scout-Artikeln über Online-Auktionshäuser wie Ebay zu untersagen, um das hochpreisige Niveau seiner Marke zu schützen.